# Cuencas Atlánticas Andaluzas

Localización de las cuencas atlánticas andaluzas. La situada al noroeste englobaría el Tinto, Odiel y Piedras. La situada al sureste englobaría las cuencas del Guadalete y del Barbate.

Cuencas Atlánticas Andaluzas fue una demarcación hidrográfica del sur de España que, como su nombre indica, abarcaba las cuencas de los ríos de la comunidad autónoma de Andalucía que desembocan en el océano Atlántico, con la excepción de los grandes ríos Guadalquivir y Guadiana, que contaban y siguen contando con demarcación propia. Fue creada en el año 2005, a raíz del traspaso de competencias en materia de administración pública del agua de las cuenca fluviales del gobierno central a las comunidades autónomas. 

## Descripción
La demarcación estaba compuesta por dos territorios discontinuos, separados entre sí por la demarcación de la cuenca del Guadalquivir, que posteriormente fueron constituidos en demarcaciones propias con la creación del distrito hidrográfico Tinto, Odiel y Piedras, para los ríos de la provincia de Huelva, y del distrito hidrgráfico Guadalete y Barbate, para los ríos de la provincia de Cádiz, los cuales, anteriormente al traspaso de competencias a las comunidades autónomas eran gestionados por la Confederación Hidrográfica del Guadiana y la Confederación Hidrográfica del Guadalquivir respectivamente.